# Powiat Usu
Powiat Usu (jap. 有珠郡 Usu-gun) – powiat w Japonii, w prefekturze Hokkaido, w podprefekturze Iburi. W 2024 roku liczył 2711 mieszkańców.

## Miejscowości
- Sōbetsu